# Straight Shootin'
Straight Shootin' is een Amerikaanse western uit 1927 onder regie van William Wyler.

## Verhaal
Jack Roberts en Malpai Joe zien hoe John Hale en zijn neefje Tom een blokkade van bandieten trachten te breken door bevoorrading naar hun mijn te brengen. John wordt verwond door een van de schurken en Tom slaat op de vlucht. Jack brengt John in veiligheid, terwijl de bandieten een plannetje bekokstoven om de kompels te beroven.

## Rolverdeling
| Acteur          | Personage    |
| --------------- | ------------ |
| Ted Wells       | Jack Roberts |
| Garry O'Dell    | Malpai Joe   |
| Buck Connors    | John Hale    |
| Lillian Gilmore | Bess Hale    |
| Joseph Bennett  | Tom Hale     |
| Wilbur Mack     | Black Brody  |
| Al Ferguson     | Sheriff      |